# Leptopyrgota apposita
Leptopyrgota apposita är en tvåvingeart som beskrevs av Georges Bernardi 1992. Leptopyrgota apposita ingår i släktet Leptopyrgota och familjen Pyrgotidae. Inga underarter finns listade i Catalogue of Life.